# Majestic 12
Majestic 12 (alte denumiri Majic 12, Majestic Trust, M12, MJ 12, MJ XII, Majority 12 sau Mars-Jupiter 12) este numele de cod al unui presupuse comisii secrete, formată din oameni de știință, lideri militari și oficiali guvernamentali. Acest proiect se presupune că a fost creat în 1947 printr-un ordin executiv al președintelui american Harry Truman. Scopul acestei comisii ar fi fost acela de a investiga activitatea OZN în urma incidentului de la Roswell-presupusul accident al unei nave extraterestre lângă Roswell, New Mexico, în iulie 1947.

## Istoric
Majestic-12 a luat ființă în 1947, documentul de constituire fiind semnat de Harry Truman, al 34-lea președinte al S.U.A. Scopul declarat era acela de investigare a existenței obiectelor zburătoare neidentificate (OZN) și a activității acestora, ca urmare a prăbușirii unui astfel de aparat nonterestru la Roswell, în iulie 1947. Informarea mai confirma capturarea cadavrelor unor mici ființe umanoide. Se făcea aluzie și la o a doua prăbușire, a unui obiect similar.
Documentul de constituire afirma că la 24 septembrie 1947 președintele Truman a autorizat secretarul de stat pentru apărare James Forrestal să înființeze un grup de lucru ultrasecret, numit Majestic-12, pentru monitorizarea de la cel mai înalt nivel a fenomenului OZN. Grupul urma să răspundă doar în fața președintelui. Majestic-12 era alcătuit din 12 personalități de prim rang din acea perioadă. 
Primele documente revelatoare asupra Majestic 12 apar în anul 1980 când ufologii Stanton T. Friedman, Bill More și cineastul Jaime Shandera proiectau realizarea unui film despre OZN-uri. Filmul nu a mai fost făcut, dar la 11 decembrie 1984 Shandera a primit prin poștă de la un expeditor necunoscut din Albuquerque, New Mexico, o rolă de film de 35 mm alb/negru, nedevelopat. După developare, s-a văzut că filmul conținea fotocopiile unui document de opt pagini clasificat „Top Secret/Majic”. Documentul era făcut în 18 noiembrie 1952 de contraamiralul Roscoe H. Hillenkoetter (fost director al CIA) și era destinat generalului Dwight D. Eisenhower, noul președinte ales al SUA.
În martie 1985 Jaime Shandera și Bill Moore intră în posesia unui alt document, trimis la 14 iulie 1954 generalului Twining, de Robert Cutler, asistent special al președintelui Eisenhower și făcând referire la „MJ-12 Proiect de studii speciale”. Ulterior vor apărea numeroase alte scrieri și documente în care grupul Majestic-12 poartă denumirile de Majic-12, MJ-12, Majority-12, Majesty-12 etc.
Copii ale documentelor au fost trimise și altor ufologi cunoscuți, între care lui Jenny Randles, Whitley Strieber și Timothy Good. Acesta, renumit investigator OZN britanic, a introdus documentele în cartea Above Top Secret (1988) pe care o avea sub tipar.

## Cei 12 membri
- Dr.Vannever Bush: considerat conducătorul grupului, fost director al Joint Research and Development Board după al doilea război mondial; anterior a deținut funcții de conducere în cadrul National Research Council și Office of Scientific Research and Development (unde s-au condus cercetările în cadrul Proiectului Manhattan, la Alamogorodo, New Mexico)
- Roccoe Hillenkoetter (vice amiral): primul director al CIA; după trecerea sa în rezervă, a devenit membru NICAP (National Investigations Committee On Aerial Phenomena)
- Dr.Detlev Wulf Bronk: om de știință, fost președinte al National Research Council, consilier al Comisiei pentru Energie Atomică; a fost șeful echipei de autopsie a extratereștrilor care au fost găsiți lângă OZN
- James Forrestall: secretar al U.S.Navy, secretar al Ministerului Apărării
- Gordon Gray: secretar asistent al U.S. Navy; asistent special al președintelui Truman pentru probleme de securitate națională; director de securitate naționala al Comisiei pentru Strategii Psihologice a CIA
- Dr. Jerome Hunsaker: șef al departamentului de inginerie mecanică și aeronautică
- Dr.Donald Menzel: specialist în astronomie
- Gen.Robert Mantague: comandant al Bazei Aeriene Sandia din Albuquerque, New-Mexico
- Sidney Souers: fost director al CIA și secretar executiv al National Security Council (NSA)
- Gen.Nathan Twining: comandant al Air Matterial Command cu sediul la Baza Aeriană Wright-Patterson
- Loyd Brenke: secretar executiv la Joint Research and Development Board
- Hoyt Vanderberg: fost director al CIA; în anul 1948 deținea funcția de șef al Marelui Stat Major al United States Airforce (USAF).[1]

În prezent toți acești 12 membri sunt decedați.
Majestic 12 este o parte importantă a teoriei conspirației OZN despre guvernele care mușamalizează informații despre OZN-uri. Biroul Federal de Investigații a ajuns la concluzia că documentele asociate comisiei Majestic 12 sunt complet false. În 1996, după cercetarea și de fapt verificarea documentelor Majestic 12, Stanton T. Friedman a spus că nu există niciun motiv de fond pentru a respinge autenticitatea lor.